# Теретни уговори
Теретни уговори су они код којих једна страна даје накнаду за корист коју од друге стране добија (нпр. уговор о купопродаји, уговор о закупу, уговор о зајму с каматом, уговор о делу). 
У највећем броју случајева сви двострано обавезни уговори су истовремено и теретни. Међутим, уговори који су некада схватани као реални а данас консенсуални могу бити двостранообавезни а доброчини (нпр. уговор о послузи – није предвиђен у ЗОО а у Скици Михаила Константиновића је дефинисан као уговор о посуди. Али ако је у једном правном систему прихваћена концепција о реалним уговорима они су увек једнострано обавезни а могу бити теретни. 

## Значај
1. За теретне уговоре углавном важи правило консенсуалности при закључењу уговора.
2. Код теретних уговора постоји одговорност преносиоца за материјалне и правне недостатке испуњења.
3. Могућност раскида и поништаја теретног уговора је мања него кад је у питању доброчин уговор.
4. Тужба actio Pauliana се другачије употребљава у зависности да ли је уговор теретан или доброчин.
5. Један од услова за стицање од невласника је и да је посао на основу којег се ствар стекла теретан.
6. Теретни уговори се тумаче у смислу који обезбеђује правичан однос узајамних давања.
7. У привредном праву постоји претпоставка теретности: само се теретни послови сматрају привредним пословима.
8. У финансијском праву су различите пореске стопе у зависности од тога да ли је уговор теретан или доброчин.